# Horisme variegata
Horisme variegata là một loài bướm đêm trong họ Geometridae.